# Museo statale di storia e cultura della regione di Kashkadarya
Il Museo statale di storia e cultura della regione di Kashkadarya (Qashqadaryo viloyat tarixi va madaniyati davlat muzeyi) è un'istituzione culturale ed educativa che conserva oltre 38.000 reperti relativi alla vita culturale e alla storia della regione uzbeka di Kashkadarya.

## Storia

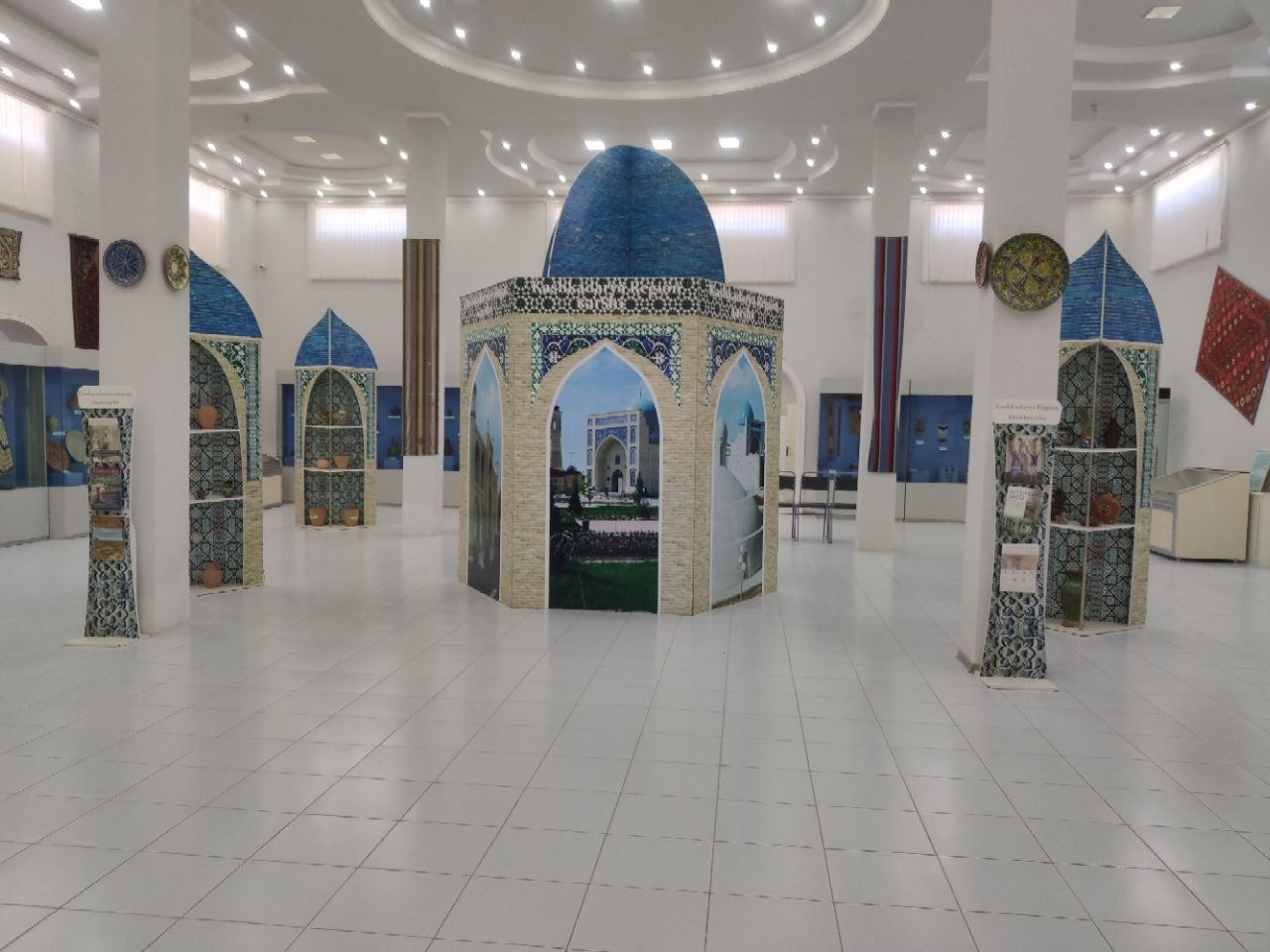
Vista di lavoro del Museo statale di storia e cultura della regione di Kashkadarya

Il Museo statale di storia e cultura della regione di Kashkadarya ha operato dal 1975 al 2007 nella madrasa Khoja Abdulaziz, costruita nel 1909. Nel periodo iniziale i dipartimenti erano 3: "Periodo pre-rivoluzionario", "Periodo post-rivoluzionario" e "Dipartimenti per l'ambiente". Nel 1992 le sezioni "Prima della rivoluzione" e "Dopo la rivoluzione" sono state trasformate nella sezione "Storia". Da quell'anno, nella fortezza "Glory" di Karshi è stato istituito il Dipartimento di Arti Popolari e Applicate e nel 1995 il Dipartimento di Lavoro e Gloria. Questa sezione è registrata dal 2003 come sezione "Memoria e Valore". Sulla base del Decreto del Consiglio dei Ministri della Repubblica dell'Uzbekistan n. 452 del 24 settembre 2004 sulla preparazione e lo svolgimento del 2700º anniversario della città di Karshi, opera il museo di storia locale della regione di Kashkadarya. Anche la madrasa è stata inclusa nel programma di ricostruzione e sono stati effettuati lavori di ristrutturazione. Tutti i reperti del museo sono stati collocati nell'edificio accanto alla madrasa, cioè nel fondo. Nel marzo 2005 è stata organizzata un'esposizione, cioè un'esposizione museale, nell'atrio del teatro musicale e teatrale regionale intitolato a M. Toshmukhammedov. Nel marzo-luglio 2005, durante il restauro della moschea "Odina" nella città di Karshi, sono stati scoperti più di 50 reperti antichi, reperti archeologici, piastrelle varie, motivi, una porta in legno di gelso risalente al XIV secolo. .- derivato dalla ricerca. Il 23 febbraio 2007 il museo ha proseguito le sue attività in una nuova struttura situata nel territorio del Parco della Cultura e del Tempo Libero. A. Navoi. La mostra dedicata al 2700º anniversario della città di Karshi è stata preparata in collaborazione con l'International Support for Uzbek-Greek Culture Foundation.
Oggi il museo ha 3 dipartimenti: "Storia", "Folk and Applied Arts" e "Scientific Education". Il fondo del museo contiene più di 38.000 immagini a colori, grafica,

## Collezioni
scultura, numismatica, archeologia, arte popolare, fotografie, documenti, oggetti per la casa ed etnografia. Nel 2004, sulla base dei manoscritti raccolti nel Museo statale di storia e cultura della regione di Kashkadarya, è stato pubblicato a Roma il Catalogo dei manoscritti orientali nel Museo di tradizioni locali della regione di Kashkadarya, redatto in francese. In catalogo gli autori hanno descritto più di cinquanta manoscritti legati alla storia e alla cultura del nostro Paese, oltre ad importanti temi di rilevanza scientifica e didattica.
Inoltre, il fondo del museo contiene più di cento dipinti unici dell'artista polacco Apelbaum. I dipinti sono realizzati ad acquarello e acquarello, ci sono esempi di opere realizzate dall'artista nel 1947-1957. Durante questi periodi, l'artista ha raffigurato i monumenti architettonici di Kashkadarya e l'oasi di Shakhrisabz, i loro elementi, forme decorative, campioni del suo lavoro, oggetti per la casa nei suoi dipinti in forme d'arte.
La collezione di oggetti d'arte popolare contiene gioielli da donna "manleidosi" (fine '800) in argento e agata a forma di catenelle. Teiera in rame (fine XIX secolo) realizzata mediante incisione kandakori. Anello da polso Gioielli Karakalpak (XIX secolo) con nove pezzi di agata ciascuno, realizzati in argento e agata in fusione e gradini. Gli anelli e gli anelli in argento da donna risalgono alla fine del XIX secolo e all'inizio del XX secolo. Icona: il profeta Gesù (Gesù Cristo) (XVIII secolo) appartiene alla regione di Primorsky in Russia. Le teiere in rame realizzate a Kokan e Bukhara (XIX secolo) erano realizzate in rame usando il metodo kandakori. Le ciotole e le ciotole in rame realizzate a Bukhara (XIX secolo) sono state realizzate mediante rincalzatura e fusione del rame. La porta del cancello della tomba di Khoja Ubaydullah Jarrokh a Karshi (XVIII secolo) e la catena (inizio XX secolo) sono realizzate in rame, per fusione, incisione. Le scuole di ceramica si sono sviluppate nella regione di Kashkadarya sin dai tempi antichi. Il museo presenta anche campioni di ceramiche realizzati dai maestri della scuola di ceramica di Kitab negli anni '50 e '60 del XX secolo. Pantaloncini e abiti da donna realizzati in seta lavorata a mano, adrasa, olachi (fine XIX secolo, inizio XX secolo). I cappelli, le borse da uomo e da donna, i loro tanvor (spazi vuoti), i tanvor per scarpe, cuciti a mano in stile iracheno nelle regioni di Shakhrisabz e Kitab di Kashkadarya appartengono agli anni 20-70 del XX secolo. Il reparto numismatico del museo ha monete d'argento, rame, banconote e medaglie. Le monete di rame coprivano il periodo dal VI secolo d.C. al XV secolo d.C. Uno di questi è una rara moneta di rame del VI secolo d.C. Il sovrano della città di Nasaf è raffigurato su una moneta di rame, che ci fornisce informazioni sulla struttura dell'amministrazione statale e sul sovrano del VI secolo d.C.